# Malnutrice

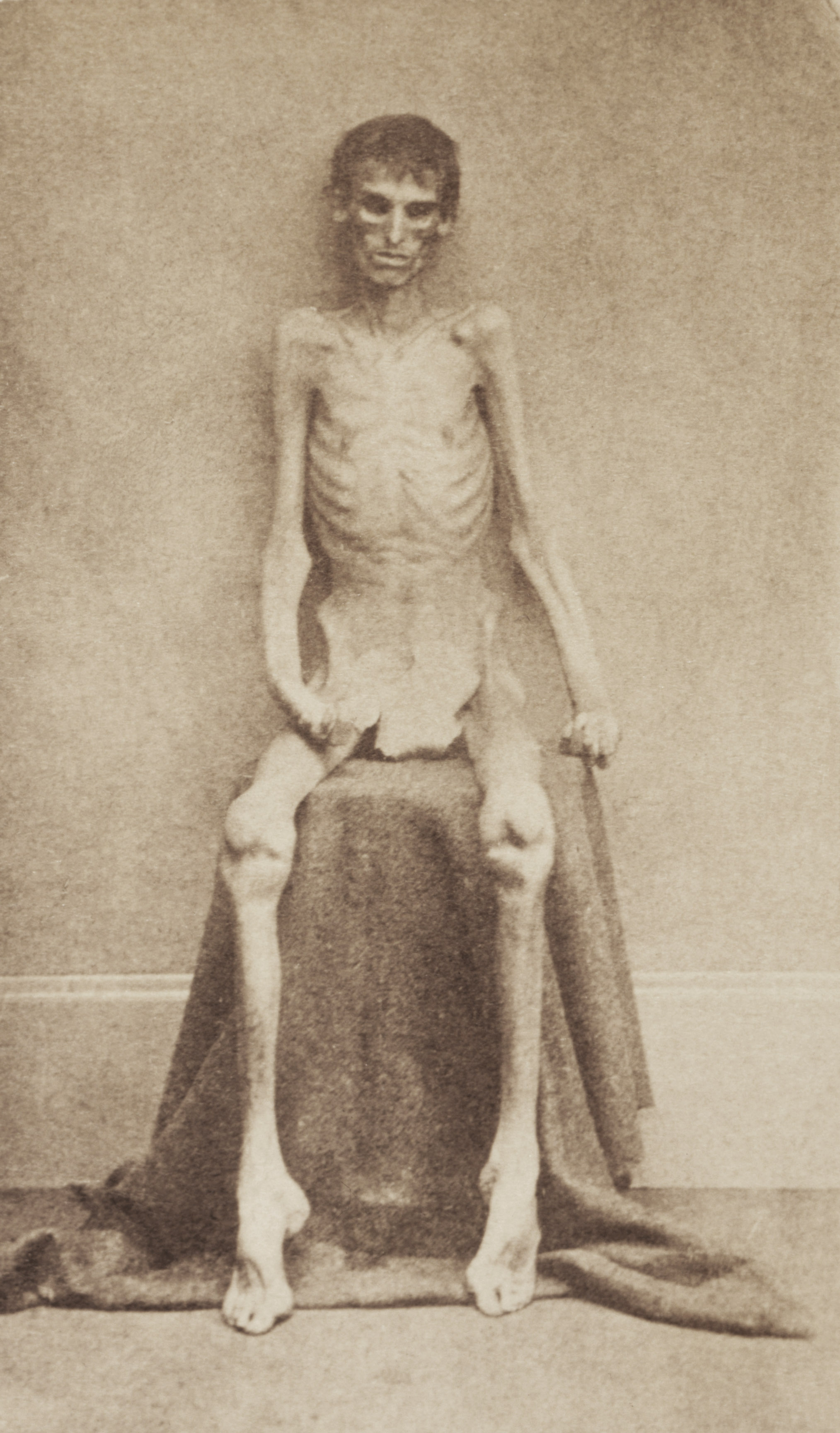
Válečný zajatec z americké občanské války trpící silnou podvýživou v důsledku nehumánního věznění

Malnutrice je označení pro takový dlouhodobý stav výživy pacienta, který nepokrývá všechny jeho potřeby (příjem potravy je nedostatečný, nebo nevyvážený). Deficit se může týkat jen některých složek potravy, potom hovoříme např. o nedostatku vitamínů (avitaminóza), minerálů, nebo bílkovin. Deficit však může postihovat všechny důležité složky potravy, potom hovoříme o podvýživě, jejím nejtěžším stupněm je těžký rozvrat metabolizmu (marazmus). Malnutrice má vliv na růst, celkové zdraví, náladu, chování a další tělesné funkce. 
Protože se pojmy malnutrice a podvýživa často užívají jako synonyma, mohou symptomy laika, obvykle očekávajícího podváhu, překvapit - pacient může být dokonce obézní, a přesto může trpět malnutricí, neboť některá důležitá živina v jeho stravě dlouhodobě chybí, přestože tato strava třeba obsahuje dostatečné množství kalorií.
Malnutrice postihuje všechny věkové skupiny, ale častěji se objevuje u dětí, starších osob a těhotných žen. Více ohroženi jsou také lidé s dlouhodobými chronickými onemocněními (např. nemocemi jater nebo ledvin), onkologičtí pacienti, nemocní AIDS, uživatelé drog a alkoholici. Malnutrice má i sociální souvislosti, je častější u nízkopříjmových skupin a bezdomovců. Nejznámější druh, podvýživa, se z objektivních příčin (nedostatek potravin) vyskytuje nejvíce v rozvojových a zaostalých zemích.

## Nedostatek minerálů
Nedostatek železa může vyvolat chudokrevnost. Nedostatek hořčíku se projevuje únavou a nesoustředěností, jsou mu někdy připisovány i lehčí deprese. Málo vápníku ve stravě vede k řídnutí kostí a kazivosti zubů. Nedostatečné množství zinku se projevuje hlavně na kůži, důsledkem jsou akné, vyrážky a zhoršení hojení ran. Schopnost vstřebávat zinek z potravy bývá zhoršena kouřením cigaret. Nedostatek jodu je "nejčastější příčinou mentálního poškození na celém světě, které lze předcházet".  Dokonce i mírný nedostatek jódu, zejména u těhotných žen a kojenců, snižuje inteligenci o 10 až 15 bodů IQ. Vážný a dlouhodobý nedostatek jodu pak vede ke strumě, endemickému kretenismu nebo nanismu. Tyto efekty se vyskytují nejčastěji v horských oblastech. Závažné důsledky nedostatku jodu vedly mnoho zemí k rozhodnutí přidávat jod do kuchyňské soli.

## Nedostatek vitamínů

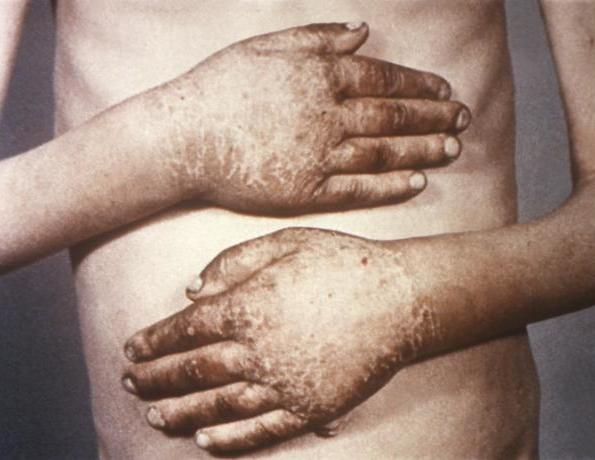
Pellagra u těžkého alkoholika

Nedostatek vitamínu A způsobuje šeroslepost. Nedostatek thiaminu (vitamínu B1) způsobuje onemocnění zvané beri-beri (projevuje se těžkou letargií). Nedostatek niacinu (vitamínu B3) způsobuje pellagru (příznaky jsou časté záněty, průjem a nakonec zmatenost až halucinování). Nedostatek kobalaminu (vitamínu B12) vede k chudokrevnosti. Nedostatek vitamínu C způsobuje kurděje (projevují se krvácením z dásní, pod kůži, do svalů, do nehtových lůžek i vnitřních orgánů). Nedostatek kalciferolu (vitamínu D) způsobuje křivici neboli rachitidu (měknutí kostí), Nedostatek vitamínu K způsobuje krvácení, často z nosu. 
Ve vyspělých zemích je nejčastější formou avitaminózy její lehčí forma, hypovitaminóza. Například lehčí nedostatek kyseliny panthotenové (vitamínu B5) způsobuje brnění a necitlivost nohou.

## Nedostatek bílkovin

Výskyt nedostatku bílkovin na Zemi, červeně nejproblémovější oblasti

Nedostatek bílkovin je nebezpečný zejména u dětí do pěti let. U nich může způsobit onemocnění zvané kwashiorkor. Na dítěti jsou patrné duševní změny: spavost, apatie, nebo naopak podrážděnost. Postupně se zpomaluje růst dítěte, je celkově zesláblé, má otoky a je náchylné na infekce. Na první pohled je patrná ochablost svalstva. Pro laika bývají matoucí buclaté tváře, které mohou být chybně chápány jako příznak dobrého vývoje, ale jde o otoky. Děti současně trpí parazitárními infekcemi. V těžších stavech se dostavuje bezvědomí a onemocnění nezřídka končí smrtí, není-li včas nasazena léčba. Jde o nejrozšířenější druh malnutrice na světě, který je běžný ve velmi chudých zemích, kde jediným zdrojem bílkovin u dětí je mateřské mléko a ženy rodí velké množství dětí, takže kvůli nově narozeným jsou dříve narození předčasně odstavováni od prsu.
Neprospěšný je nedostatek bílkovin i u dospělých, byť nikoli tak nebezpečný. Projevuje se padáním vlasů, lámáním nehtů, hrubou pokožkou, slabým svalovým napětím a chudokrevností. Při dlouhodobém nedostatku pak může dojít ke špatné funkci žláz, ztrátě pohlavního pudu či klinické depresi.

## Nedostatek kalorií (podvýživa)

Výskyt podvýživy na Zemi, modře nejproblémovější oblasti

Podvýživa vzniká nedostatečným požíváním potravin, neboli kalorií. K němu dochází buď v důsledku objektivní překážky (sucho, hladomor, nehumánní věznění) nebo odpíráním si potravy v důsledku psychického stavu (porucha příjmu potravy). Podvýživa může být důsledkem i choroby, například hypertyreózy (špatná činnost štítné žlázy), kdy kvůli nadměrné produkcí hormonů tyroxin a trijodtyronin dochází k úbytku hmotnosti, nádorového bujení nebo crohnovy choroby. S oblibou uváděnou, byť velmi výjimečnou, příčinou je napadení tasemnicí. Symptomem podvýživy je podváha (indikuje se indexem tělesné hmotnosti nižším než 18,5) a úbytek svalové hmoty zvaný kachexie. Těžká podváha je provázena sníženou tělesnou i duševní výkonností, výpadky paměti a pozornosti, zvýšeným rizikem infekčních onemocnění, špatnou hojivostí. Pokud podváha trvá delší dobu, dochází k rozvoji osteoporózy a poškození srdce, jater nebo ledvin.

## Nadvýživa
Podle definice Světové zdravotnické organizace spadá do malnutrice i nadměrná konzumace potravin a nápojů, neboli nadvýživa. Nejnebezpečnější je nadměrná konzumace potravin s vysokým obsahem energie a vysoce zpracovaných potravin v kombinaci s omezenou fyzickou aktivitou. Způsobuje nadváhu, definovanou indexem tělesné hmotnosti nad 25 a může vést k obezitě, při níž index tělesné hmotnosti stoupá nad 30. Nadměrná výživa je spojena s chronickými nemocemi, jako jsou cukrovka, některé druhy rakoviny a kardiovaskulární onemocnění.  